# باتريك ديكسون
باتريك ديكسون (بالإنجليزية: Patrick Dixon)‏ هو مستقبلي بريطاني، ولد في 1957 في لندن في المملكة المتحدة.

## وصلات خارجية
- الموقع الرسمي